# Carl Müller-Rastatt
Carl Müller-Rastatt (* 29. Juli 1861 als Carl Theodor Gustav Hermann Müller in Rastatt; † 13. November 1931 in Hamburg)
war ein deutscher Schriftsteller und Redakteur. Er wurde vor allem in Hamburg bekannt als Literaturkritiker und Leiter des Feuilletons des Hamburgischen Correspondenten.

## Leben
Carl Müller-Rastatt promovierte in Göttingen zum Dr. phil. und war seit 1905 für den Hamburgischen Correspondenten tätig, dessen Feuilleton er später leitete. Er war mit den Dichtern Gustav Falke und Otto Ernst befreundet.
Er war seit 1880 Mitglied der katholischen Studentenverbindung KDStV Markomannia Würzburg im CV und später wurde er noch ehrenhalber Mitglied der KDStV Wiking Hamburg im CV.
Müller-Rastatt war mit der Sopranistin Ella Müller-Rastatt, geborene Leonhardt (1867–1935) verheiratet. Aus der Ehe gingen zwei Söhne hervor, Günther Müller (1890–1957), Literaturwissenschaftler und Lyriker unter dem Pseudonym „Günther Murr“ sowie Gerhard Müller (1894–1917), der unter dem Pseudonym „Gerhard Moerner“ eine gewisse Bekanntheit als Lyriker des Weltkriegs erlangte.

## Wirken
Carl Müller-Rastatt schrieb neben Erzählungen auch Dramen und Opern. Das Feuilleton des Hamburgischen Correspondenten wurde unter ihm in den 1920er Jahren zu einem der bedeutendsten Presseorgane der Kunst- und Kulturberichterstattung in Hamburg. Mit Vorträgen in der Literarischen Gesellschaft Hamburg wandte Müller-Rastatt sich auch jungen oder noch unbekannten Autoren zu und wurde so früher Förderer beispielsweise von Hermann Krieger oder Emil Sandt. Er war im Komitee der Literarischen Gesellschaft zu Hamburg für ein Heinedenkmal 1906–1926 tätig. Bei der Einweihung des Denkmals im Stadtpark Winterhude am 13. August 1926 hielt er eine Rede.
Ab April 1930 bis zu seinem Tod war er als Literaturgutachter für die Hamburger Senatskommission für Kunstpflege tätig, auch wurde er in das Preisrichter-Kollegium des erstmals 1930 vergebenen Lessingpreises der Stadt Hamburg berufen.

## Werke
- In die Nacht! Ein Dichterleben. Mit Buchschmuck von Wilhelm Müller-Schönefeld. Diederichs, Florenz und Leipzig 1898.
- Verse. Kugel-Verlag, Hamburg o. J. [1913].
- Kampf mit dem Schatten. Schünemann, Bremen 1925.
- Goldene Frucht. Anthologie der hamburgischen Dichtung. Hrsg. von Carl Müller-Rastatt und Hermann Quistorf, Hartung, Hamburg 1926.
- Zwei Hamburger Strömer. Lustige Geschichten von Fritz und Franz. Glogau, Hamburg 1928.
- Günther: eines Dichters Schicksal. Reclam, Leipzig 1930.
- Felix treibt so durch das Leben. Glogau, Hamburg 1931.